# Makawao
Makawao est une census-designated place de l'État d'Hawaï dans le comté de Maui, aux États-Unis. En 2010, la population était de 7 184 habitants.

## Démographie
| 2000  | 2010  | - | - | - | - |
| ----- | ----- | - | - | - | - |
| 5 673 | 7 184 | - | - | - | - |

| Groupe            | Makawao | Hawaï | États-Unis |
| ----------------- | ------- | ----- | ---------- |
| Blancs            | 38,2    | 24,7  | 72,4       |
| Métis             | 35,5    | 23,6  | 2,9        |
| Asiatiques        | 15,9    | 38,6  | 4,8        |
| Océaniens         | 8,3     | 10,0  | 0,2        |
| Autres            | 1,0     | 1,3   | 6,2        |
| Amérindiens       | 0,6     | 0,3   | 0,9        |
| Afro-Américains   | 0,5     | 1,6   | 12,6       |
| Total             | 100     | 100   | 100        |
|                   |         |       |            |
| Latino-Américains | 15,1    | 8,9   | 16,7       |

Selon l'American Community Survey, pour la période 2011-2015, 85,99 % de la population âgée de plus de 5 ans déclare parler l'anglais à la maison, 5,69 % déclare parler une langue polynésienne, 2,71 % le japonais, 1,70 % l'espagnol, 1,62 % le tagalog, 1,24 % le français et 1,05 % une autre langue.